# Parafia Nawiedzenia Najświętszej Maryi Panny w Łomnicy
Parafia Nawiedzenia Najświętszej Maryi Panny – rzymskokatolicka parafia znajdująca się w Łomnicy gmina Olesno. Parafia należy do dekanatu Olesno w diecezji opolskiej.

## Historia parafii
Pierwsza wzmianka o miejscowości Łomnica pochodzi z 1426 roku, był to wówczas majątek ziemski, którego właścicielem była rodzina Kokors. W 1586 roku został wybudowany, drewniany kościół filialny parafii w Wysokiej. Stan taki istniał do początków XX wieku. W 1916 roku rozpoczęto budowę nowego kościoła, a starą świątynię przeniesiono do pobliskich Sowczyc. Budowę zakończono w 1917 roku. W 1924 roku powołana została kuracja w Łomnicy, którego inicjatorem był kapelan filialny ksiądz Płonka. Dopiero w 1942 roku powstała łomnicka parafia. Erygowania parafii dokonał ks. kardynał Bertram, a pierwszym proboszczem został ks. Jucha.
Obecnie proboszczem parafii jest ksiądz Norbert Panusz.

## Liczebność i zasięg parafii
Parafię zamieszkuje 1002 mieszkańców, swym zasięgiem duszpasterskim obejmuje ona miejscowości:
- Łomnica,
- Sowczyce,
- Wydzieracz.

### Szkoły i przedszkola
- Publiczna Szkoła Podstawowa w Łomnicy,
- Publiczna Szkoła Podstawowa w Sowczycach,
- Publiczne Przedszkole w Łomnicy,
- Publiczne Przedszkole w Sowczycach[4].

## Inne kościoły i kaplice
Na terenie parafii znajdują się 2 kościoły filialne:
- św. Antoniego Padewskiego w Sowczycach (kościół murowany i drewniany).

## Duszpasterze

### Proboszczowie od 1942 roku
- Ks. Karol Jucha (1942 - 1949),
- Ks. Gustaw Łysik (1949 - 1957),
- Ks. Edmund Piechocki (1957 - 1962),
- Ks. Władysław Rakoczy (1962 - 1982),
- Ks. Zdzisław Banaś (1982 - 1987),
- Ks. Winfried Watoła (1987 - 1995),
- Ks. Tadeusz Muc (1995 - 2000),
- Ks. Józef Szpek (2000 - 2008),
- Ks. Norbert Panusz (2008 - nadal)[5].